# Лис Микита (мультсеріал)
«Ли́с Мики́та» — перший український багатосерійний анімаційний серіал знятий після здобуття Україною незалежності.
Серіал знято за мотивами сатиричної поеми-казки Івана Франка «Лис Микита».
Його виготовлено на замовлення Всеукраїнського товариства «Просвіта» на кіностудії «Фрески» з 2005 до 2007 року.
Бюджет картини становив 10 млн. грн., за іншими даними 6 млн грн., адже 4 млн. грн. склали податки. Прем'єрний показ мультсеріалу «Лис Микита» відбувся у кінотеатрі «Кінопалац» 15 червня 2007 року. На телеекрани мультфільм вийшов в ефірі «Першого національного» 2009 року.
2008 року компанія «ТОВ Фрески» видала мультсеріал на DVD-носіях.
2017 року мультсеріал було викладено у вільний доступ на офіційному YouTube каналі телекомпанії Малятко TV [Архівовано 11 серпня 2017 у Wayback Machine.] із якістю Full HD. Мультфільм Лис Микита транслювали в інших країнах, зокрема в Латвії, Угорщині, Польщі та Туреччині.

## Сюжет
У серіалі розповідається про пригоди хитрого та розумного Лиса Микити. Про цікаві витівки, які він завдає іншим звірятам та як виплутується зі всіляких ситуацій. У сюжеті мультфільму легко побачити аналогії із сучасним українським життям, зокрема щодо взаємин у владному середовищі, що робить цей анімаційний серіал цікавим не лише для дитячої аудиторії.

### Персонажі
- Лис Микита
- Медвідь Бурмило
- Гектор Цуцик
- Лисиця
- Лев
- Кіт Мурлика
- Вовк Неситий
- Цап Базилій
- Барсук Бабай
- Заєць
- Заєць Яць
- Півень
- Вівця
- Мавпа Фрузя
- Цар Лев
- Цариця Левиця
- Оповідач

## Серії
Серіал складається із 26 серій по 15 хвилин кожна:
- 1 серія «Вовк Неситий» [Архівовано 11 серпня 2017 у Wayback Machine.]
- 2 серія «Гектор Цуцик» [Архівовано 11 серпня 2017 у Wayback Machine.]
- 3 серія «Півень» [Архівовано 10 серпня 2017 у Wayback Machine.]
- 4 серія «Ведмідь» [Архівовано 10 серпня 2017 у Wayback Machine.]
- 5 серія «Колода» [Архівовано 11 серпня 2017 у Wayback Machine.]
- 6 серія «Кіт Мурлика» [Архівовано 10 серпня 2017 у Wayback Machine.]
- 7 серія «Спіжарня» [Архівовано 11 серпня 2017 у Wayback Machine.]
- 8 серія «Трибунал» [Архівовано 18 серпня 2017 у Wayback Machine.]
- 9 серія «Вирок» [Архівовано 10 серпня 2017 у Wayback Machine.]
- 10 серія «Курятник» [Архівовано 18 серпня 2017 у Wayback Machine.]
- 11 серія «Бурмилів» [Архівовано 11 серпня 2017 у Wayback Machine.]
- 12 серія «Іронія долі» [Архівовано 17 серпня 2017 у Wayback Machine.]
- 13 серія «Вовче лихо» [Архівовано 16 серпня 2017 у Wayback Machine.]
- 14 серія «Патріот війни» [Архівовано 18 серпня 2017 у Wayback Machine.]
- 15 серія «Шевчик» [Архівовано 11 серпня 2017 у Wayback Machine.]
- 16 серія «Заєць» [Архівовано 16 серпня 2017 у Wayback Machine.]
- 17 серія «Лист Цареві» [Архівовано 17 серпня 2017 у Wayback Machine.]
- 18 серія «Цап Базилій» [Архівовано 17 серпня 2017 у Wayback Machine.]
- 19 серія «Шкапа» [Архівовано 10 серпня 2017 у Wayback Machine.]
- 20 серія «Голос з неба» [Архівовано 16 серпня 2017 у Wayback Machine.]
- 21 серія «Паламар» [Архівовано 11 серпня 2017 у Wayback Machine.]
- 22 серія «Мавпа Фрузя» [Архівовано 11 серпня 2017 у Wayback Machine.]
- 23 серія «Рибалка» [Архівовано 11 серпня 2017 у Wayback Machine.]
- 24 серія «Криниця» [Архівовано 17 серпня 2017 у Wayback Machine.]
- 25 серія «Двобій» [Архівовано 11 серпня 2017 у Wayback Machine.]
- 26 серія «Канцлер його величності» [Архівовано 17 серпня 2017 у Wayback Machine.]

## Цікавинки
- Коли звірі починають сердитися на царя звірів Лева, звучить адаптований варіант пісні адаптованим варіантомⓘ «Разом нас багато» гурту «Ґринджоли»  — гімн Помаранчевої революції[1].
- Під час того, як Ведмідь Бурмило і Лис Микита йдуть красти мед у село, лунає пісня «Нас океаном несе, в ньому ми зможемо все…» гурту «Океан Ельзи»[1].
- А також у мультсеріалі лунають пісні таких гуртів, як: «Океан Ельзи», «Гринджоли», «Брати Гадюкіни», «ABBA», «Соколи», «Mad Heads», Піккардійська Терція, «ВВ», »Хвилю тримай, «МЕРІ»; співаків: Руслани, Ані Лорак, Оксани Білозір, Тараса Петриненка, Гайтани, Івана Поповича, Анатолія Мокренка та інших.
- У мультсеріалі персонажі користуються бойківською говіркою, яка, до речі, є в оригінальному творі Івана Франка.
- У мультфільмі використовуються національні і сатиричні риси одягу. Наприклад, Лис Микита, Сонце у гуцульському кептарику чи Місяць у нічному ковпачку.
- Мультсеріал планувався на 260 хвилин, а виготовили 405 хвилин.
- У створенні музичного тла фільму відіграв український композитор Мирослав Скорик.
- Для створення цього мультсеріалу було використано 450 тисяч малюнків.
- Над мультсеріалом працювали 70 аніматорів.

### Відео
- Лис Микита (Full HD) [Архівовано 31 травня 2017 у Wayback Machine.] на YouTube
- Офіційний Сайт Лиса Микити  [Архівовано 20 грудня 2010 у Wayback Machine.]
- Репортаж «5 каналу» на Youtube [Архівовано 22 листопада 2015 у Wayback Machine.] і video.oboz.ua
- «Лис Микита» трейлер [Архівовано 25 березня 2016 у Wayback Machine.] на YouTube

### Статті
- «Лис Микита» – герой нашого часу.[недоступне посилання з квітня 2019] Чи побачать сатиричний мультсеріал українські глядачі? (стаття Лесі Коверзнєвої)
- «Лис Микита» чекає на глядача. [Архівовано 28 вересня 2007 у Wayback Machine.] Інтерв'ю з директором проекту Володимиром Кметиком (стаття Олени Угрин)
- Лис Микита став героєм багатосерійного анімаційного фільму [Архівовано 24 липня 2007 у Wayback Machine.] (стаття з блогу Кіно-Переклад)
- Українська відповідь покемонам. [Архівовано 27 вересня 2007 у Wayback Machine.] До 150-річчя Івана Франка мав з'явитися анімаційний фільм «Лис Микита». Але не з'явиться… (стаття Лесі Ганжі)